# Економічний і монетарний союз Європейського Союзу
Монетарна політика ЄС є частиною економічної та валютної політики ЄС, яка виникла внаслідок діяльності Європейського Валютно-економічного Союзу (ЄВЕС).

## Хронологія

### Фаза 1
1969/1970: План «Вернера» передбачає триетапне запровадження спільної валюти до 1980 р.
1972: Європейське валютне об'єднання (або «змія в тунелі») передбачає відхилення на менше ніж 2,25 % від кожної із європейських валют та від лейт-курсу $-долара.
1973: Руйнування Бреттон-Вудської системи, стається перший нафтовий шок, перша спроба створення спільної валютної системи не вдається.

### Фаза 2
1979: Створення Європейської валютної системи; Створення ЕКЮ як штучної європейської грошової одиниці, яка складається з кошику усіх валют (різне співвідношення валют). Архітектори цього об'єднання, Гельмут Шмідт та Валері Жискар д'Естен, мотивують створення цієї системи зменшенням мінливості курсів. ЕКЮ складалося з відносної ваги ВНП держав-членів один до одного. Необхідно було створити валютний механізм та механізм інтервенцій. «Решітка паритетів» підмінила «гадюку» іменем, але механізм залишився незмінним. При досягненні валютними курсами певних меж (2,25 %) держави були зобов'язані здійснювати інтервенції.

### Фаза 3
1989: Прийняття звіту Європейської комісії Жака Делора, який передбачає триетапне створення ЄВЕС.
1990: Перший етап ЄВЕС набирає чинності, за яким лібералізується рух грошей і капіталу між державами, сильніше контролюється і координується економічна політика держав-членів, активізується співпраця між центральними банками.
1992: Маастрихтською угодою передбачається створення ЕВЕС в трьох етапах до 1999 р.
1993: Після коливань в рамках європейської валютної системи тунель коливань був розширений від 2,25 % до 15 %. Курси валют часто змінювалися, з 1993 англійський фунт та італійська ліра покидають ЕВЕС. Де-факто утворюються система вільного плавання.
1994: Другий етап ЕВС набирає чинності у Франкфурті на Майні засновується Європейський Валютний Інститут (ЄМІ), попередник ЄЦБ.
1997: Пакт стабільності та економічного росту, створення валютного механізму
1998: Заснування ЄЦБ на місце ЄМІ.
1999: Безповоротне встановлення курсів співвідношення між валютами держав-членів, які впроваджують євро. З цього моменту проводиться спільна валютна політика в євро. Всі розрахунки ведуться в євро.
2002: В готівковому обігу з'являється євро. Усі національні валюти держав-членів, які беруть участь в ЕВС, втрачають чинність.

## Юридичні засади
- Юридичні засади реалізації ЕВЕС знаходяться в статтях 98-104 Договорі про Європейську Спільноту — надалі Договір (стосовно економічної політики), в статтях 105—124 Договору (стосовно валютної політики), а також в протоколі про Договір, статуті Європейської системи центральних банків (ЄСЦБ) та Європейського центрального банку (ЄЦБ).
- Там сформульовано цілі стосовно спільної валютної та економічної політики. Згідно зі статтею 4 Договору, держави-члени зобов'язані координувати свою національну економічну політику, яка повинна базуватися на внутрішньому ринку. Координація економічної політики проводиться в Європейській Раді.
- Маастрихтська угода внесла відповідні корективи до Договору, тому критерії конвергенції, які обов'язкові до виконання державами-членами ЄВЕС або тими, які хочуть до нього приєднатися, називаються Маастрихтськими (вони записані в статті 121 Договору):
  - Стабільність цін: ставка інфляції не повинна перевищувати 1,5 % ставки інфляції трьох країн з найнижчою інфляцією.
  - Загальна заборгованість держави: < 60 % ВВП (за розрахунками Європейської системи статистики)
  - Бюджетний дефіцит: < 3 % ВВП (за розрахунками Європейської системи статистики)
  - Валютні коливання: Участь в Європейському валютно-курсовому механізмі ІІ протягом щонайменше двох років.
  - Довгостроковість досягнутої конвергенції: довгострокові процентні ставки не можуть бути вищими ніж 2 % поза процентними ставками держав-членів з найнижчими показниками.

- Пакт про стабільність та економічне зростання: Лише під час регресу або в разі виникнення природних катастроф дефіцит може перевищувати 3 % ВНП. На країни з показниками поза цими межами передбачається накладення санкцій, які становлять мін. 0,2 та макс. 0,5 % ВВП. Після двох років передбачається трансформувати ці санкції в штрафи.

## Органи ЄС, відповідальні за монетарну політику

### Органи ЄСЦБ
Заснування ЄЦБ, який разом з національними банками інших 25 держав-членів ЄС складає ЄСЦБ, є вагомою заслугою національних держав, які спромоглися віддати велику частину свого суверенітету в галузі монетарної політики на наддержавний рівень.
Органи ЄСЦБ:
1. Рада ЄЦБ, до якої належить як Директорій, так і президенти центральних банків держав-членів, які беруть участь в євро (в наш час 19). Є головним органом прийняття рішень в ЄСЦБ. Видає зобов'язуючи стратегічні напрями, приймає рішення та постанови щодо грошової політики. Утім, рішення щодо (між-)валютної та зовнішньоекономічної політики приймаються Радою ЄЦБ разом з Радою «Екофін». Потрібно зазначити цікавий аспект структури ЄСЦБ, що стосується децентралізації. Згідно з цим, рішення щодо регулювання грошового ринку приймаються централізовано (в тому числі і за участю центральних банків держав-членів), але реалізація політики відбувається за відповідним наказом ЄЦБ на рівні національних центральних банків.
2. Директорій, до якого належать президент, віце-президент та чотири інших членів ЄЦБ. Відповідає за грошову політику згідно з напрямами та рішеннями ради ЄЦБ і є виконавчим органом. Члени директорії призначаються Радою Міністрів ЄС РМ за рекомендаціями Європейської Ради.
3. До Розширеної ради ЄЦБ належать також президенти всіх центральних банків держав-членів (27). Вона виконує роль попередника ЄЦБ — Європейського Валютного Інституту. До її діяльності зокрема належить нагляд за Європейським валютно-курсовим механізмом ІІ, який передбачає максимальні коливання на 2,25 % від провідного курсу євро.
4. Існують також 13 комітетів, які своєю діяльністю допомагають прийняттю рішень ЄЦБ / ЄЦБС, наприклад з питань бухгалтерського обліку, банківського нагляду тощо.
Слід зазначити високий рівень незалежності ЄЦБС, який охоплює як сам ЄЦБ, так і всі центральні банки ЄСЦБ. Саму незалежність можна поділити на чотири аспекти:
а) інституційна незалежність: ніяка установа ЄСЦБ або члени комісій з прийняття рішень не мають права виконувати будь-які накази будь-яких органів ЄС чи держав-членів;
б) персональна незалежність: президент ЄЦБ виконує свої функції протягом 5 років, члени директорії 8 років;
в) функціональна незалежність: Головні стратегічні напрямки ЄЦБ полягають в забезпеченні стабільності цін (Індекс споживчих цін щодо минулого року менше 2 %) та підтримці загальної економічної політики ЄС, якщо останнє можливо без будь-якого негативного впливу на виконання першої мети.
г) фінансова незалежність: ЄЦБ має власний капітал та бюджет.

### Рада «Екофін»
Рада «Екофін» (походить від англ. «Economic and Financial») є центральним комітетом з питань координації економічної та валютної політики, членом якого є всі 27 держав-членів. В рамках цього комітету міністри економіки та фінансів окрім вище зазначеної координації проводять дискусії з ЄЦБ та Комісаром ЄС з валютних питань, приймають рішення щодо Пакту стабільності та економічного розвитку тощо.

### Комітет з економічних та соціальних питань
Зазначений комітет був створений вже в 1957 р. в рамках Римських угод. Його головна мета полягає в захисті інтересів різних груп в процесі створення внутрішнього ринку та європейської інтеграції. Склад цього комітету можна поділити на три групи: працівники, роботодавці та група осіб з різноманітними інтересами, напр. з аграрного сектору тощо.

## Інструментарій монетарної політики ЄСЦБ
ЄЦБ використовує агрегат М3 грошової маси як ранній показник зміни рівня цін.
Інструментарій ЄСЦБ можна поділити на три головних групи:
а) Операції на відкритому ринку: Купівля (експансивна монетарна політика) та продаж (рестриктивна монетарна політика) цінних паперів центробанком на відкритому ринку.
1) Головний інструмент рефінансування: тендери на купівлю / продаж високоліквідних активів або на операції «репо» (процентна ставка 2,5 %)
2) Довгострокові операції рефінансування (трьохмісячне рефінансування)
3) Операції з метою «тонкого» регулювання: операції спорадичного типу
4) Структурні операції: див. ііі).
б) Постійні фацілітети: приватні банки можуть проводити з ними операції будь-який час за власною ініціативою та без будь-яких обмежень.
1) Кредити «овернайт» (процентна ставка 3,5 %)
2) Фацілітет на вклади (процентна ставка 1,5 %): Вклад залишкових грошей
в) Мінімальне резервування: Кредитні інститути зобов'язані тримати мінімальні резерви на рахунках центробанків. Мінімальні резерви підраховуються за формулою «мінімальні резервні ставки», помножити на розрахункову базу кредитного інституту.
г) «Кредитор останньої інстанції»: центробанки можуть виконувати в банківських кризах функції кредиторів останньої інстанції.